# Me and My Broken Heart
"Me and My Broken Heart" é uma canção da banda britânica Rixton, gravada para o seu álbum de estreia Let the Road. Foi composta e produzida por Benny Blanco e Steve Mac, com auxílio na composição de Ammar Malik, Wayne Hector e Rob Thomas. O seu lançamento, ocorrido a 14 de Março de 2014, serviu como single de estreia do grupo e apresentação do seu disco. A música conseguiu atingir a liderança das tabelas musicais da Escócia e da UK Singles Chart, do Reino Unido.

## Faixas e formatos
| Descarga digital |                          |                                                                  |                         |         |  |
| N.º              | Título                   | Compositor(es)                                                   | Produtor(es)            | Duração |  |
| 1.               | "Me and My Broken Heart" | Benjamin Levin, Ammar Malik, Steve Mac, Wayne Hector, Rob Thomas | Benny Blanco, Steve Mac | 3:13    |  |

| EP digital / físico |                              |                                                        |                           |         |  |
| N.º                 | Título                       | Compositor(es)                                         | Produtor(es)              | Duração |  |
| 1.                  | "We All Want the Same Thing" | Levin, Malik, Dan Omelio, Joshua Coleman, Jacob Kasher | Benny Blanco, Robopop     | 3:45    |  |
| 2.                  | Sem título                   | Levin, Ed Sheeran                                      | Benny Blanco              | 3:10    |  |
| 3.                  | "Me and My Broken Heart"     | Levin, Malik, Mac, Hector, Thomas                      | Benny Blanco, Mac         |         |  |
| 4.                  | "Appreciated"                | Levin, Ross Golan                                      | Blanco, Golan (adicional) | 3:53    |  |